# Kassieck
Kassieck is een plaats en voormalige gemeente in de Duitse deelstaat Saksen-Anhalt en maakt als Ortsteil deel uit van de gemeente Gardelegen in de Landkreis Altmarkkreis Salzwedel.
Kassieck telde begin 2022, volgens de website van de gemeente Gardelegen, 170 inwoners. Het is wel een Ortsteil, maar geen Ortschaft met aparte vertegenwoordiging bij het stadsbestuur.
Het dorpje heeft een verleden als akkerbouwdorp, waar o.a. hop van goede kwaliteit vandaan kwam, voor de bierbrouwerij van Gardelegen. In het dorpswapen zijn daarom hopstaken in blad afgebeeld. Kassieck ligt 10 km ten noordoosten van Gardelegen-stad.

Situering van de plaatsen in de gemeente Gardelegen
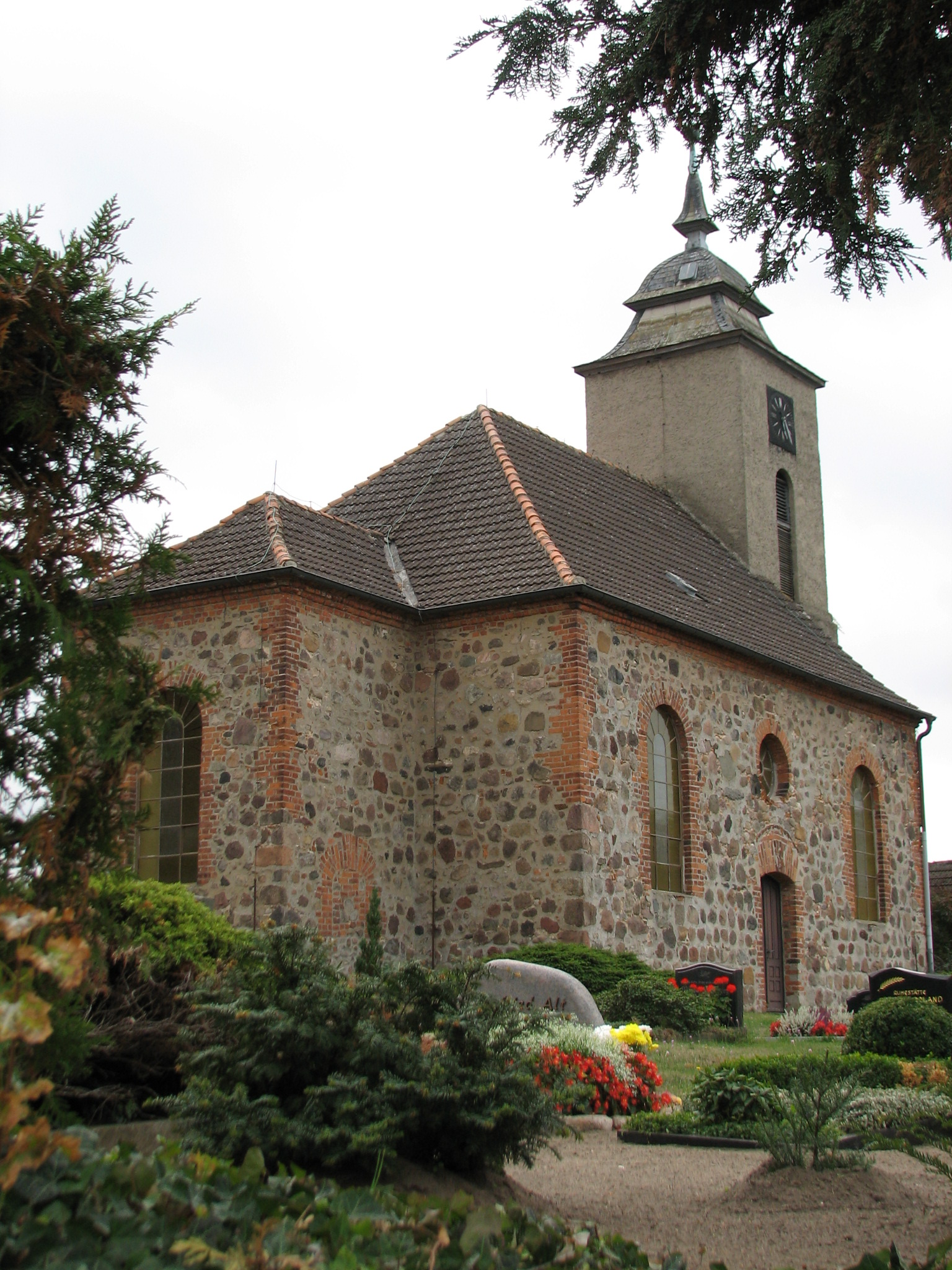
Evang.-lutherse kerk te Kassieck

Algenstedt · Berge · Breitenfeld · Dannefeld · Estedt · Gardelegen Stadt · Hemstedt · Hottendorf · Jävenitz · Jeggau · Jerchel · Jeseritz · Kassieck · Kloster Neuendorf · Köckte · Letzlingen · Lindstedt · Mieste · Miesterhorst · Peckfitz · Potzehne · Roxförde · Sachau · Schenkenhorst · Seethen · Sichau · Solpke · Trüstedt · Wannefeld · Wiepke · Zichtau